# Popillia dives
Popillia dives är en skalbaggsart som beskrevs av Ohaus 1920. Popillia dives ingår i släktet Popillia och familjen Rutelidae. Inga underarter finns listade i Catalogue of Life.